# لجنة العمال للتحرير القومى - الهيئة السياسية للطبقة العاملة
لجنة العمال للتحرير القومى - الهيئة السياسية للطبقة العاملة (اختصارًا: WCNL) كانت منظمة عمالية مناهضة للإمبريالية في مصر. كان ظهور اللجنة جزءًا من التطرف المستمر والتصاعد في الحركة الوطنية في مصر 1945-1946.

## التأسيس
تأسست اللجنة من مجموعة من النقابيين المرتبطين بمجموعة الفجر الجديد الشيوعية . تأسست اللجنة في اجتماع استمر ثلاثة أيام في منزل يوسف درويش في منتصف أيلول 1945. حضر الاجتماع ثمانية أشخاص، لكن الستة الذين كانوا عمالًا فقط هم من وقعوا على الإعلان التأسيسي.

## الضمير
حصلت اللجنة على عقد إيجار ترخيص نشر صحيفة أسبوعية قائمة، عنوانها الضمير، لتكون بمثابة لسان حال اللجنة. وأصبح محمود العسكري (الذي كان أمينًا عامًا للاتحاد العام لعمال النسيج الآلي في شبرة الخيمة والقاهرة) رئيسًا لتحرير الصحيفة، بينما أصبح طه سعد عثمان (الذي كان رئيسًا لاتحاد عمال النسيج الآلي في شبرة الخيمة والقاهرة) سكرتيرًا لمجلس تحريرها. وقد شارك كلاهما في تأسيس اللجنة. صدرت النسخة الأولى من مجلة الضمير التي نشرتها اللجنة في أيلول 1945.

## نشر برنامج اللجنة
سافر أحد الأعضاء المؤسسين للاتحاد الوطني لنقابات العمال العالمي، يوسف المدرج، إلى باريس لحضور المؤتمر التأسيسي للاتحاد العالمي لنقابات العمال [الإنجليزية] عام 1945. وقد اُختير المدرج لتمثيل 102 نقابة عمالية، ويبلغ مجموع أعضائها حوالي 80 ألف عضو. وفي المؤتمر قام بتوزيع نسختين باللغتين الإنجليزية والفرنسية من برنامج اللجنة. كان البرنامج يحمل طابعًا قوميًا ومعاديًا للرأسمالية، ودعا إلى طرد جميع القوات البريطانية من مصر، وإصلاح الأراضي الزراعية، والتأميم. وأشار البرنامج إلى أن مهمة الطبقة العاملة هي قيادة هذا النضال. نُشرت برنامج اللجنة في مصر في 8 تشرين الأول 1945، بعد يوم واحد من رفع الأحكام العرفية. قامت اللجنة بتوزيع 15000 نسخة من البرنامج، بالإضافة إلى 25000 نسخة من البيان المصاحب.

## التطوير
وقد لاقى برنامج وخطاب الشبكة السياسية للمرأة العمالية ترحيبًا كبيرًا في الحركة النقابية المصرية. ولكن المجموعة لم تتمكن من توسيع عضويتها. وشعر بعض قادة النقابات العمالية البارزين أن نواة اللجنة استبعدتهم من تأسيس المنظمة الجديدة.
في البداية حاولت الحكومة المصرية استقطاب الشبكة النسائية المسيحية. وتشير التقارير إلى أنه عُرض على المنظمة مبلغ كبير من المال إذا عُين أحد الموالين للحكومة رئيسًا لتحرير صحيفة الضمير. وعندما رفضت اللجنة، اُستخُدمَت التدابير القمعية ضد المنظمة.

## إضراب شبرة الخيمة والحملة الحكومية
في كانون الأول 1945 اندلعت إضرابات عمال النسيج في شبرة الخيمة، ردًّا على احتلال المنطقة من قوات الجيش والشرطة. اتهمت الحكومة نقابة اللجنة بقيادة الإضراب. وأُلقي القبض على نحو 600 عامل أثناء محاولة قوات الشرطة والجيش فض الإضراب. قُبض على المدرك وعثمان والعسكري في 2 كانون الثاني 1946. حلت الحكومة نقابة عمال النسيج في شبرة الخيمة. توقفت مجلة الضمير عن الصدور في كانون الثاني 1946. وظل زعماء اللجنة الثلاثة في السجن حتى 30 أيار من نفس العام.
لقد أدى قمع الحكومة للنقابة إلى شلها وكسر نفوذ الفجر الجديد في الحركة النقابية. وفي أعقاب الاعتقالات التي طالت قادة الحركة، أصبح فصيل آخر، الحركة المصرية للتحرر الوطني، أبرز جماعة شيوعية بين العمال المصريين.